# Gillingham FC
A Gillingham Football Club egy angol labdarúgócsapat, melynek székhelye Gillinghamben, Kentben található. Hazai mérkőzéseit a 11582 szurkoló befogadására alkalmas Priestfield Stadionban játssza. Jelenleg a League One-ban, az angol labdarúgás harmadik legmagasabb osztályában szerepel, miután a 2012/13-as szezonban bajnok lett a League Two-ban.
A csapatot 1893-ban alapították és 1920-ban csatlakozott a The Football League-hez. Az 1938/38-as szezon végén az Ipswich Town javára, szavazás útján kikerült onnan a csapat, de 12 évvel később ismét visszakerült, amikor a The Football League 88-ról 92 csapatossá bővült. Az 1980-as évek végén kétszer is közel állt hozzá, hogy feljusson a másodosztályba, de az 1990-es évek elején komoly visszaesés következett és a Gillingham kis híján az Conference Nationalben kötött ki. 2000-ben sikerült története során először feljutnia a második vonalba, ahol 2005-ig maradt. Legjobb helyezése ebben az időszakban egy 11. hely volt.

## Klubtörtének

### Kezdeti évek

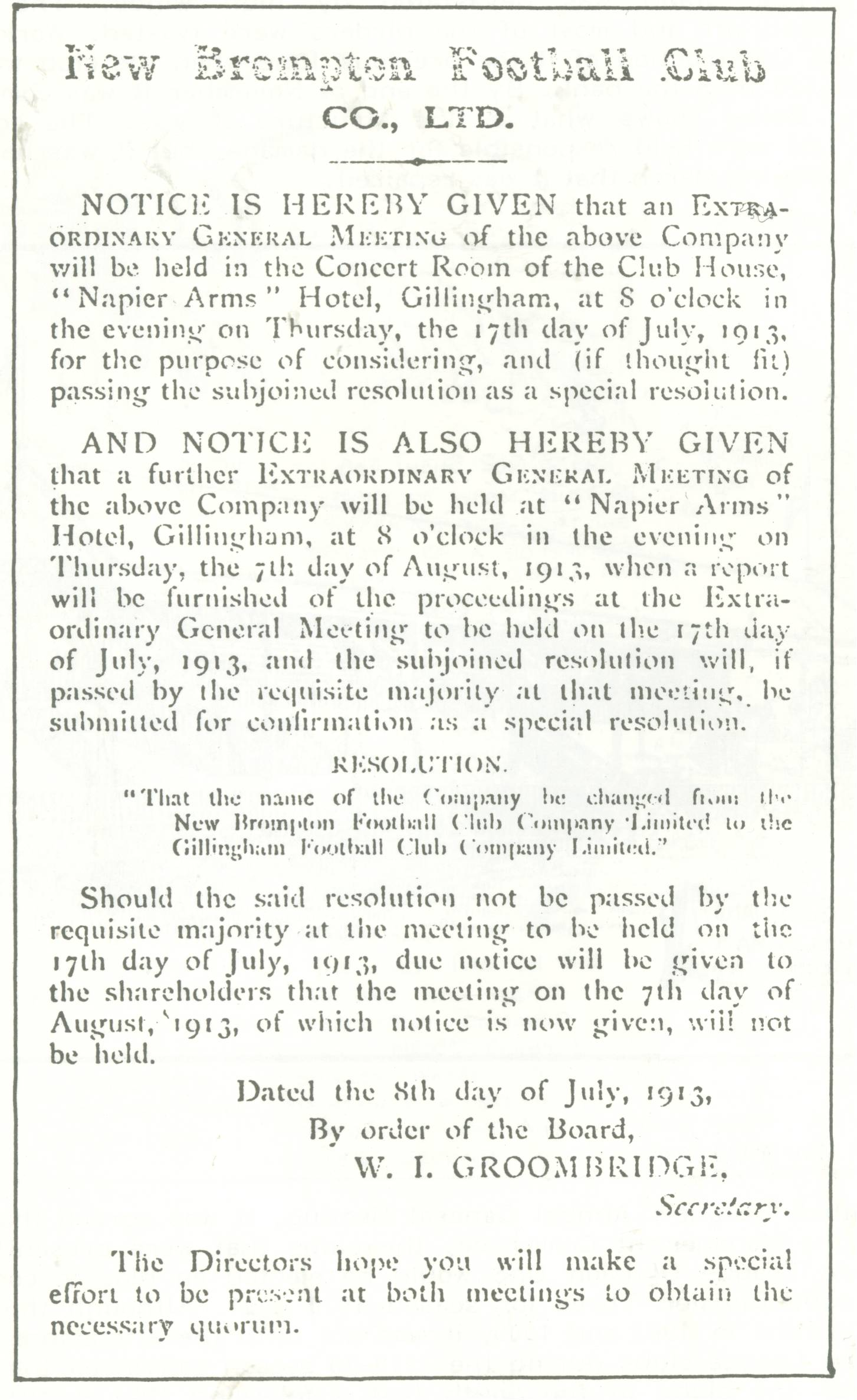
A csapat névváltoztatásáról szóló hivatalos közlemény, 1913-ból

Egy helyi ificsapat, a Chatham Excelsior FC sikerein felbuzdulva gillinghami üzletemberek egy csoportja úgy döntött, itt az ideje alapítani egy labdarúgócsapatot, mely nagyobb bajnokságokba is benevezhet. 1893. május 18-án gyűlést tartottak, aminek eredményeképp létrejött a New Brompton FC. Az alapítók egyúttal megvásároltak egy földterületet, ahol ugyanebben az évben felépült a máig használt Priestfield Stadion. A csapat első meccsét 1893. szeptember 2-án, a Woolwich Arsenal tartalékai ellen játszotta, 2000 néző előtt és 5-1-es vereséget szenvedett. A New Brompton 1894-ben alapító tagja lett a Southern League-nek, melynek a másodosztályban került elhelyezésre. Az első szezonban az élen végzett és az osztályozón legyőzte a Swindon Townt, így feljutott az első osztályba.
A következő idényekben szenvedett a csapat és az 1907/08-as szezonban az utolsó helyen végzett aSouthern League-ben és csak a bajnokság bővítése miatt kerülte el a kiesést. Bár a klub bajnoki szereplése kiábrándító volt, az FA Kupában nagy meglepetésre legyőzte a The Football League első osztályában szereplő Sunderlandet és a Manchester City ellen is csak újrajátszott meccsen kapott ki. A csapat igazgatói 1912-ben névváltási kérelmet nyújtottak be. Bár a klub már az 1912/13-as idényben is Gillingham FC néven, a fő részvényesek csak a szezon után fogadták el hivatalosan az új nevet. Az 1919/20-as idényben a Gillingham a Southern League első osztályának utolsó helyén végzett, de nem esett ki, mivel az első osztály csapataiból ekkor megalapult a The Football League harmadosztálya.

### Az első próbálkozás a The Football League-ben
A Division Three első szezonjában a csapat az utolsó helyen végzett. A helyzet a következő években sem javult számottevően, a klub rendszeresen a tabella alsó felében tanyázott. 1938-ban, a harmadosztály déli csoportjának utolsó helyén végzett a Gillingham, így már ötödik alkalommal kellett a The Football League illetékeseinek a bennmaradásáról szavazniuk. Ezúttal úgy döntöttek, hogy a Southern League-be száműzik a csapatot és az Ipswich Townt szavazzák be helyette a The Football League-be. A Gills hamar a Southern League egyik legerősebb csapata lett, az 1945/46-os szezonban pedig komoly sikert ért el területi szinten, amikor bajnok lett a Kent League-ben és elhódította a Kent Senior Cupot is. Egy szezonnal később a Southern League-ben tudott duplázni, a bajnoki címet és a Southern League Cupot is megnyerve. Ebben az idényben a klub 12-1-re legyőzte a Gloucester Cityt, ami máig klubrekordnak számít The Gills also won the league title in 1948–49. Az 1948/49-es évadban ismét bajnok lett a Southern League-ben.

### Visszatérés a The Football League-be

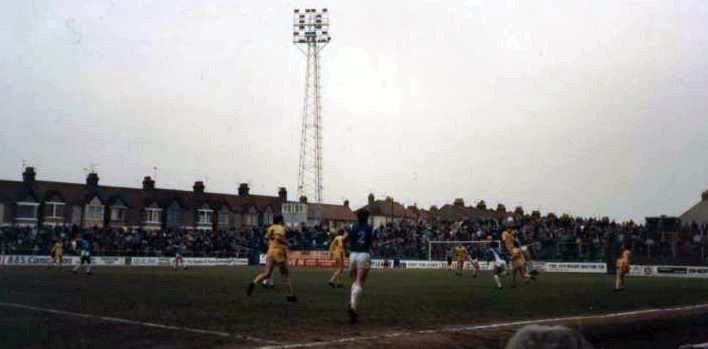
A Gillingham (kékben) játékban az 1986/87-es szezonban

1950-ben a The Football League harmadosztályának déli csoportja 22-ről 24 csapatosra bővült. A szavazás eredményének köszönhetően a plusz két csapat egyike a Gillingham lett. A csapat nyolc szezont töltött itt, majd 1958-ban a harmadosztály két csoportját összevonták és létrejött a negyedosztály is, melynek alapító tagja lett. 1964-ben, Freddie Cox irányítása alatt a klub bajnok lett a Division Fourban és feljutott a harmadosztályba. A tabella élén a pontok tekintetében holtverseny alakult ki 60-60 ponttal a Gillingham és a Carlisle United között, így a gólátlag döntött a bajnoki címről. A kék-fehérek 1,967 gólátlagukkal felülmúlták ellenfelüket, akik meccsenként 1,948 gólos átlagot produkáltak. Máig ez a legszorosabb eredmény a The Football League történetében.
Az 1970/71-es szezonban a Gillingham visszaesett a negyedosztályba, de az 1973/74-es idényben visszajutott a Division Three-be. Ezután sikerült megszilárdítania ott a helyét és többször is harba szállt a feljutásért. Az 1986/87-es szezonban a rájátszásba is bejutott a csapat, ahol sikerült továbbjutnia a döntőbe, de ott végül kikapott a Swindon Towntól. Ebben az időszakban olyan fiatal tehetségek játszottak a csapatnál, mint Steve Bruce vagy Tony Cascarino, akik a későbbiekben óriási sikereket értek el. Utóbbi játékos a Crockenhill csapatától érkezett, egy ládányi melegítőért cserébe.
1987-ben a klub azzal került a címlapokra, hogy két egymást követő fordulóban előbb 8-1-re legyőzte a Southend Unitedet, majd 10-0-ra kiütötte a Chesterfieldet. Utóbbi jelenleg is a csapat legnagyobb arányú győzelmének számít a The Football League-ben. Mindössze néhány hónappal később Keith Peacock menedzsert nagy meglepetésre menesztette a vezetőség. 1989-ben kék-fehérek visszaestek a negyedosztályba. A gyors visszajutás nem sikerült és az 1992/93-as szezonban ahhoz is közel került a Gills, hogy kiessen a The Football League-ből.

### Eredmények a '90-es évek közepe óta

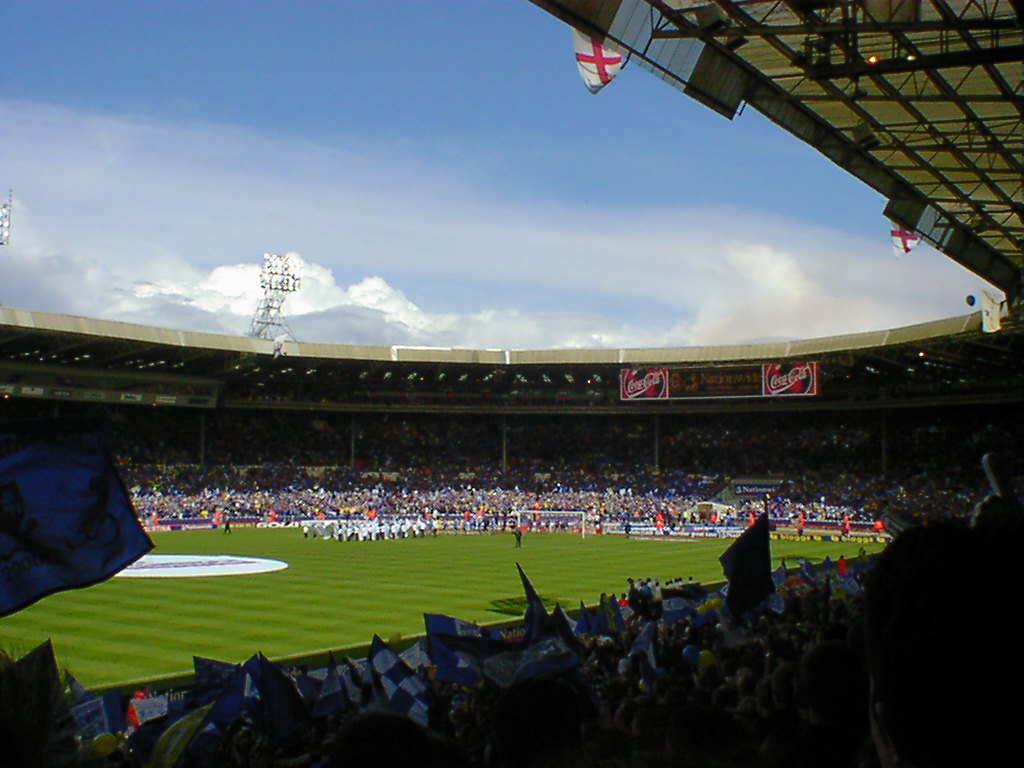
A Gillingham szurkolói a rájátszás döntőjén, 2000-ben

A súlyos anyagi problémákkal küzdő csapat 1995 januárjában csődeljárás alá került és úgy tűnt, hogy az 1994/95-ös szezon után száműzik a The Football League-ből és végleg bezárják. Júniusban azonban egy londoni üzletember, Paul Scally felvásárolta a klubot, ezzel megmentve azt. Tony Pulist ültette a kispadra, aki első szezonjában a második helyre vezette a Gillinghamet, így feljuttatva harmadosztályba. 1999-ben a másodosztályba is feljuthatott volna a csapat, miután bejutott a rájátszás döntőjébe. Ott kétgólos előnyben volt a Manchester Cityvel szemben, de a manchesteriek két perccel rendes játékidő vége előtt két gólt lőve kiegyenlítettek. A feljutásról végül büntetőpárbaj döntött, melyet a City nyert 3-1 arányban.
Röviddel a rájátszásbeli kudarc után Pulist botrányos körülmények között elküldte a kispadról a vezetőség, mondván, megszegte a szerződése feltételeit. Helyét Peter Taylor vette át. Az 1999/00-es idényben a klub ismét kvalifikálta magát a rájátszásra és bejutott a döntőbe, ahol a Wigan Athletic volt az ellenfele. A Wembleyben rendezett találkozó rendes játékideje 1-1-gyel zárult, a hosszabbításban azonban a csereként beállt Steve Butler és Andy Thomson is betalált, így a Gillingham nyert 3-2-re, ezzel fennállása során először feljutott a másodosztályba.
Taylor a feljutás után a Leicester Cityhez szerződött. A csapat irányítását Andy Hassenthaler vette át játékos-menedzserként. A 2002/03-as szezonban a 11. helyre vezette a klubot, ami máig a legjobb eredménye a The Football League-ben. A következő évadban a csapat csak jobb gólkülönbségének köszönhetően kerülte el a kiesést. 2004 novemberében Hassenthaler lemondott, helyére Stan Ternent vette át, de nem tudta elkerülni a kiesést. A 2007/08-as idényben még egy osztállyal lejjebb került a Gills, de egy év után visszajutott a League One-ba, miután a play-off döntőjében legyőzte a Shrewsbury Townt. A 2009/10-es idény utolsó napján a csapat a kiesőzónába került és visszaesett a negyedosztályba. Az egész szezon során egyetlen idegenbeli meccset sem nyertek meg a kék-fehérek. Az akkori menedzserrel, Mark Stimsonnal szerződést bontott a klub és ismét Andy Hassenthaler került a csapat élére. A 2012/13-as szezon kezdetén Hassenthalert Martin Allen váltotta, aki bajnokként feljuttatta a klubot a League One-ba.

## Pénzügyek
2002 óta a csapatnak többször akadtak komoly anyagi gondjai, amihez több különböző esemény, így például az ITV Digital összeomlása, a másodosztályból való kiesés és a stadion felújítása is hozzájárult. 2006-ban az EDF Energy energiaszolgáltató cég kikötötte az áramot a Priestfield Stadionban, mivel a csapatnak körülbelül 100 ezer fontos elmaradása volt felé. 2008-ra a Gillingham összes adóssága már körülbelül 13 millió fontra rúgott. Ez drasztikusan lecsökkent, amikor 10 millió fontért eladta a Priestfield Stadiont egy holding társaságnak. 2011-ben 1 millióért aztán visszavásárolta az építményt.
A 2012/13-as idényben jelentősen javult a csapat anyagi helyzete, miután váratlan forrásokból is plusz bevételekhez jutott. Ezek közé tartozik például Paulo Gazzaniga eladása a Southamptonnak, a Matt Jarvis klubváltásából származó részesedés és a korábban a még ifiként a Chelsea-nek eladott Ryan Bertrand szerződésében foglalt bónuszok aktiválódása.

## Stadion

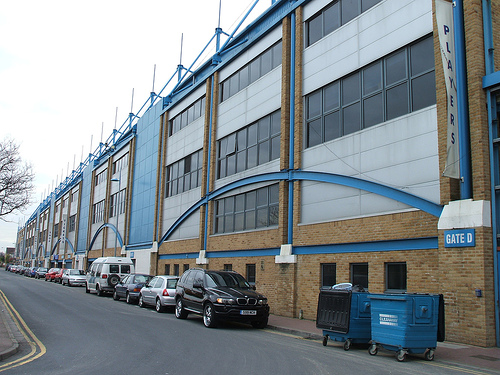
A Priestfield Stadion kívülről

A Gillingham megalapítása óta a Priestfield Stadionban játssza hazai mérkőzéseit. A földterületet, melyre a stadion épült, a klub alapítói vásárolták meg, 1500 fontért. A vélemények megoszlanak a névválasztással kapcsolatban. Egyesek szerint az építmény a mellette található Priestfield Roadról kapta a nevét, míg mások azt állítják, hogy az út kapta a későbbiekben a nevét a stadionról. Ha az utóbbi változat az igaz, akkor ismeretlen a stadion névválasztásának az oka. A pálya az 1930-as évekig folyamatosan fejlődött, de ezután az 1990-es évekig, Paul Scally érkezéséig nem történt rajta komolyabb átalakítás. 1995 és 2000 között a négy lelátóból hármat lebontottak és újjáépítettek. Később a Town End lelátó is lebontásra került, hogy egy új kerüljön a helyére, mely a néhai Brian Moore sportkommentátornevét viselné, aki nagy Gillingham-rajongó volt. A csapat anyagi gondjai miatt az új lelátó egyelőre nem készült el és a lebontott Town End helyett egy mobil lelátó található a stadionban. 2007-től 2010-ig a létesítmény neve hivatalosan KRBS Priestfield Stadion volt, a Kent Reliance Building Societyvel kötött szponzori szerződés értelmében. 2011-ben hasonló okokból a stadion neve MEMS Priestfield Stadion lett.
A Priestfield Stadion befogadóképessége az 1940-es években volt a legmagasabb. Bár pontos adatot nem tudni, a fennmaradt iratok szerint befogadóképesség 25 és 30 ezer között volt. Az azóta történt átalakítások következtében ez mára 11 582-re csökkent. A 2007/08-as szezonban az átlagnézőszám a hazai meccseken 6077 volt, ami azt jelenti, hogy a stadion teljes befogadóképességének mindössze az 52%-a volt kihasználva. Az angol női válogatott is játszott mérkőzéseket a Priestfield Roadon.
A csapat edzőpályáját Beechings Crossnak hívják, mely a Grange Roadon, Gillingham városában található. 2012-ben a klub nézeteltérésbe keveredett az önkormányzattal, mely azt állította, hogy 30 ezer fontos elmaradása van a kék-fehéreknek az edzőközponttal kapcsolatban.

## Klubszínek és címerek

Fred Griffiths a Gillingham eredeti, fekete-fehér mezében

Bár a Gillingham már hosszú ideje kék-fehér szerelésben játszik, a kezdetekben az akkor még New Brompton néven futó csapat meze fekete-fehér csíkos, rövidnadrágja pedig egyszínű fekete volt. 1913-ban, a névváltoztatás hivatalossá válásakor a csapat elhagyta a fekete-fehér mezt és piros szerelésre váltott, kék ujjakkal és felkerült rá az önkormányzat címere is. Az első világháború után egy időre visszatértek a csíkos mezek, majd 1931-ben a klub elkezdte használni a ma már megszokottnak számító kék mez, fehér nadrág összeállítást. Azóta a csapat játékosait a leggyakrabban kék és fehér színösszeállítású szerelésekben lehet látni a hazai mérkőzésen. Az 1990-es évek végén egy rövid időre visszatér a fekete-fehér csíkos felső, a kezdeti évekre és a New Bromptonra való utalásként. 2003 nyarán a vezetők nagy szurkolói felháborodást váltottak ki azzal, hogy bejelentették, a Gillingham a 2003/04-es idényben olyan mezt fog viselni, melyen az uralkodó szín a kék helyett a fehér. A szokatlan szerelés fogadtatása olyan kedvezőtlen volt, hogy a csapat inkább úgy döntött, hogy egy kék-fekete csíkos mezben vág neki a szezonnak, mely eredetileg csak a harmadik számú szerelés lett volna. A 2010/11-es szezon erejéig a csapat ismét visszatért a fekete-fehér csíkos szereléshez, a 2012/13-as évadban pedig kék ujjú piros mezt viseltek a játékosok, az önkormányzat címerével, utalva a 100 évvel korábbi névváltoztatáskor bevezetett szerelésre.
A Gillingham jelenlegi címere pajzs alakú, mely vertikálisan ketté van választva. A bal oldal háttere fekete-fehér csíkos, a jobb oldalé pedig kék, utalva az eredeti és a jelenlegi csapatszínekre. A kék oldalon megtalálható Kent megye jelképe, egy ágaskodó fehér ló. Az eredeti ló alak némileg módosítva lett úgy, hogy az állat sörénye a "Gills" szót adja ki. A jobb oldal hátterének színe gyakran változik pirosra vagy rózsaszínre az idegenbeli mezeken, igazodva azok színéhez. A logó tetején fehér háttéren kék betűkkel a csapat teljes neve olvasható. A címer alatt gyakran látható egy szalag, melyen az alapítási év és a latin Domus clamantium felirat olvasható, mely a klub mottója. Ez magyarul nagyjából annyit tesz, hogy "a kiabáló férfiak otthona". Ezt a jelzőt gyakran használják Gillingham városára is. A Gills kabalafigurája egy Tommy Trewblu fantázianevű ló, aki 1998 októberében, egy Macclesfield Town elleni meccsen lépett először közönség elé.
Az első szponzor, melynek neve felkerült a csapat hazai mezeire, az olasz, konyhai és fürdőszobai elektronikus eszközöket gyártó Zanussi volt, mely az 1980-as évek közepén támogatta a klubot. Azóta sok más mezszponzora volt már a Gillinghamnek, például a Chatham Maritime, a Medway Toyota, a Cannon Tool Hire, az Invicta FM, a Kool, a Medway News, a SeaFrance, az MHS Homes Group, a Kent Reliance Building Society, az Automatic Retailing, és a MEMS Power Generation.

## Játékosok

### Jelenlegi keret
2013. június 14. szerint.
| #  |     | Poszt | Név             |
| -- | --- | ----- | --------------- |
| 1  | ENG | K     | Stuart Nelson   |
| 2  | ENG | V     | Matt Fish       |
| 3  | ENG | V     | Joe Martin      |
| 4  | ENG | KP    | Jack Payne      |
| 6  | ENG | V     | Leon Legge      |
| 7  | ENG | KP    | Chris Whelpdale |
| 8  | ENG | KP    | Charlie Lee     |
| 9  | ENG | CS    | Danny Kedwell   |
| 12 | ENG | V     | Andrew Frampton |
| 14 | ENG | KP    | Charlie Allen   |

| #  |       | Poszt | Név                |
| -- | ----- | ----- | ------------------ |
| 15 | ENG   | V     | Callum Davies      |
| 17 | WAL   | CS    | Adam Birchall      |
| 18 | ENG   | KP    | Bradley Dack       |
| 20 | JAM   | CS    | Deon Burton        |
| 24 | ENG   | KP    | Myles Weston       |
| 26 | ENG   | V     | Adam Barrett (csk) |
| 28 | ENG   | KP    | Steven Gregory     |
| 35 |       | V     | Devante McKain     |
| 37 |       | V     | Sam Muggleton      |
| –  | Kongó | KP    | Amine Linganzi     |

### Tartalékcsapat
| #  |  | Poszt | Név               |
| -- |  | ----- | ----------------- |
|    |  | V     | Mahlon Romeo      |
| 30 |  | KP    | Jake Hessenthaler |
|    |  | KP    | Josh Hare         |

| # |  | Poszt | Név           |
| - |  | ----- | ------------- |
|   |  | CS    | Nathan Nyafli |
|   |  | KP    | Kane Haysman  |

### Korábbi híres játékosok
A klub a 2008/09-es szezon előtt létrehozott egy dicsőségfalat, melyre az első öt játékos szurkolói szavazás útján került fel. A tervek szerint minden évben egy újabb játékost szavazhattak volna be a drukkerek, de ez nem valósult meg.
- John Simpson
- Andy Hessenthaler
- Brian Yeo
- Tony Cascarino
- Steve Bruce

### Válogatott játékosok
A Gillingham hét olyan játékost tart számon, akit a Priestfield Stadionban töltött ideje alatt hívtak be hazája válogatottjába. Egyes források szerint azonban Freddie Fox már nem volt a csapat tagja, amikor pályára lépett az angol válogatottban.
| Név               |                    | Ország             | Válogatottság | Forrás |
| Andrew Crofts     | Wales              | Wales              | 12            | [ 58 ] |
| Ian Cox           | Trinidad és Tobago | Trinidad és Tobago | 11            | [ 14 ] |
| Simeon Jackson    | Kanada             | Kanada             | 10            | [ 59 ] |
| Mamady Sidibe     | Mali               | Mali               | 7             | [ 14 ] |
| Brent Sancho      | Trinidad és Tobago | Trinidad és Tobago | 6             | [ 14 ] |
| Tony Cascarino    | Írország           | Írország           | 3             | [ 14 ] |
| Rimmel Daniel     | Grenada            | Grenada            | 3             | [ 60 ] |
| Terry Cochrane    | Észak-Írország     | Észak-Írország     | 2             | [ 14 ] |
| Damien Richardson | Írország           | Írország           | 2             | [ 14 ] |
| Jason Brown       | Wales              | Wales              | 1             | [ 61 ] |
| Freddie Fox       | Anglia             | Anglia             | 1             | [ 62 ] |

2006-ban a Trinidad és Tobagó-i Brent Sancho lett az első Gillingham játékos, aki világbajnokságon szerepelhetett. A Paraguay elleni csoportmeccsen az első gólszerző is ő lett, igaz, öngólt vétett.

## Szakmai stáb
2013. június 14. szerint.

### Vezetőség
2013. június 13. szerint

## Menedzserek

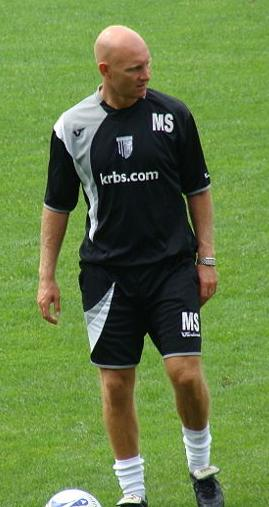
Mark Stimson, aki 2007 és 2010 között volt a klub menedzsere

A klub fennállásának első három évében egy több személyből álló bizottság látta el a vezetőedzői feladatokat. 1896-ban a csapat titkára, William Ironside Groombridge egyéb teendői mellett magára vállalta az edzősködést, ezzel ő lett a Gillingham első menedzsere. 1906-ban érkezett a Priestfield Stadionba az első, teljes munkaidős vezetőedző, a korábbi angol válogatott Stephen Smith személyében. 1908-as távozásakor ismét Groombridge vette át az irányítást. Groombridge összesen több mint 25 évig volt egyszerre a titkára és menedzsere is a gárdának. Amikor a klub 1920-ban először feljutott a The Football League-be, a vezetőség Robert Brownt ültette a kispadra, de egy hónappal azelőtt lemondott, hogy a szezon egyáltalán elkezdődött volna. A skót John McMillan vette át az irányítást, így ő lett az a menedzser, aki története első The Football League-meccsén irányította a Gillinghamet.
1939-ben – egy évvel azután, hogy a csapat szavazás útján kiesett a The Football League-ből – Archie Clark ült le a kispadra és még akkor is ő volt az edző, amikor a kék-fehérek 1950-ben visszajutottak. Végül 1957-ben távozott a Priestfield Stadionból. 1962-ben Freddie Cox került a gárda élére és az irányítása alatt az 1963/64-es szezonban bajnoki címig vezette a csapatot a negyedosztályban. Amikor a Gills 1971-ben kiesett a harmadosztályból, a vezetőség menesztette az akkori edzőt, Basil Haywardot és Andy Nelsont ültette a helyére. Nelson három évvel később feljuttatta a klubot a harmadosztályba, majd ellentmondásos körülmények között lemondott.
Tony Pulis 1995-ben vette át az irányítást, ekkor a klub ismét a negyedosztályban szerepelt. Első szezonjában kiharcolta a feljutást, majd három évvel később bejuttatta a Gillinghamet a harmadosztály rájátszásába. A csapat bejutott a döntőbe, de ott kikapott, majd ezután a vezetőség szinte rögtön kirúgta Pulist szerződésszegésre hivatkozva. Peter Taylor váltotta, aki a rájátszást megnyerve története során először a másodosztályba vezette a klubot.

## Elnökök

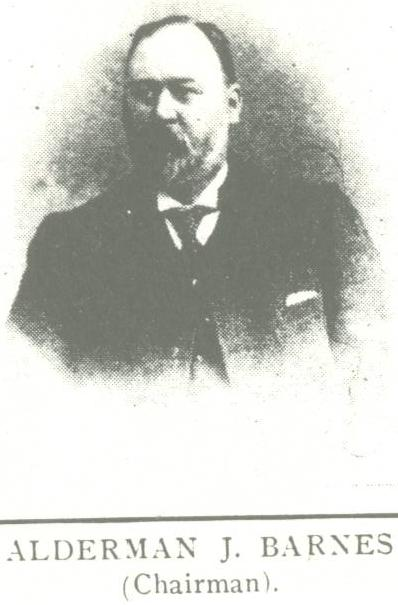
James Barnes, a Gillingham elnöke az 1900-as évek elején

A következő táblázatban a Gillingham eddigi elnökeinek neve és regnálásuk időtartama olvasható.
| 1893–95   | Horace Croneen   |
| 1895–97   | Dr E.C. Warren   |
| 1897–1902 | W.H. Checksfield |
| 1902–12   | James Barnes     |
| 1912–22   | E.N. Crawley     |
| 1922–30   | Jack Knight      |
| 1930–32   | S.J. Chippick    |
| 1932–34   | J.A. Crumbie     |
| 1934–47   | Jack Knight      |

| 1947–59 | Charles Cox Sr.       |
| 1959–61 | J.W. Leech Jnr        |
| 1961–83 | Dr Clifford Grossmark |
| 1983–86 | Charles Cox Jr.       |
| 1986–89 | Roy Wood              |
| 1989–91 | M.G. Lukehurst        |
| 1991–95 | Bernard Baker         |
| 1995    | Tony Smith            |
| 1995–   | Paul Scally           |

## Sikerek
- Division Four / Division Three / League Two (negyedosztály)
  - Bajnok: 1963/64, 2012/13
  - Második: 1973/74, 1995/96
  - A rájátszás győztese: 2008/09
- Division Two (harmadosztály)
  - A rájátszás győztese: 1999/00
- Southern League
  - Bajnok: 1946/47, 1948/49
  - Második: 1947/48
- Southern Football League Division Two
  - Bajnok: 1894/95
- Southern League Cup
  - Győztes: 1946/47
- Kent League
  - Bajnok: 1945/46
- Kent League Cup
  - Győztes: 1945/46
- Kent Senior Cup
  - Győztes: 1945/46, 1947/48
  - Ezüstérmes: 1938/39, 1948/49, 1949/50, 1994/95

## Statisztikák és rekordok

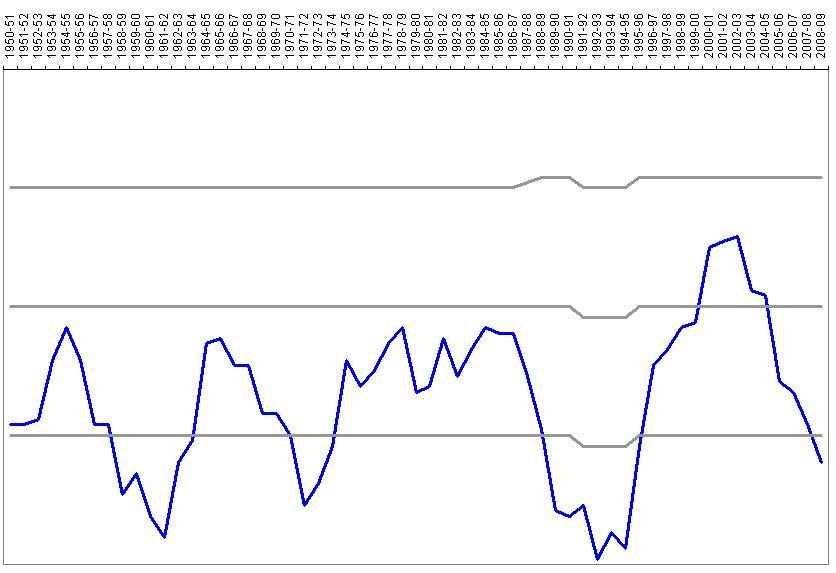
A Gillingham bajnoki helyezései az 1950/51-es szezon óta

A legtöbb pályára lépés rekordját a Gillinghamet 1974 és 1990 között Ron Hillyard kapus tartja 657 mérkőzéssel. Csak a bajnoki mérkőzéseket figyelembe véve egy másik kapus, John Simpson áll az élen, 1957 és 1972 között lejátszott 571 bajnokijával. Brian Yeo a csapat legeredményesebb játékosa, aki 1963 és 1975 között 136-szor volt eredményes. Az egy szezonon belül szerzett bajnoki gólok rekordját szintén ő tartja, Ernie Morgannel holtversenyben, 31 találattal. Az egy meccs alatt lőtt legtöbb gól rekordja Fred Cheesmur nevéhez fűződik, aki 1930 áprilisában, a Merthyr Town hat gólt szerzett.
A hazai nézőcsúcs 23 002 fő, mely egy Queens Park Rangers elleni FA Kupa-meccsen jött össze, 1948. január 10-én. Mivel a Priestfield Stadion jelenlegi maximum befogadóképessége ennek mindössze körülbelül a félszerese, nem valószínű, hogy a közeljövőben megdől ez a rekord.
A Gills legnagyobb profi győzelmét 1987 szeptemberében aratta, amikor 10-0 arányban legyőzte a Chesterfieldet. Mindent egybevéve azonban nem ez, hanem egy 12-1-es siker a klub legnagyobb arányú győzelme, melyet a Southern League-ben aratott, 1946 novemberében, a Gloucester City ellen.
A kék-fehérek tartják a The Football League-ben az egy szezon alatt kapott legkevesebb gól rekordját, a 46 mérkőzésből álló szezonok tekintetében. Az 1995/96-os idényben mindössze 20 gólt kapott a csapat, Jim Stannard kapus 29 mérkőzésen őrizte meg kapuját a góltól.

## Riválisok
Egy 2003-as, futballszurkolók körében végzett felmérésből az derült ki, hogy egy csapat drukkerei sem tartják kedvenceik első számú riválisának a Gillinghamet. Földrajzilag a Millwallt tartják a kék-fehérek legközelebbi riválisának. A Gills szurkolóinak egy része a Swindon Townt tartja a csapat első számú riválisának, a két klub a múltban különösen parázs hangulatú mérkőzéseket játszott egymással. A Swindon hívei ezzel szemben nem tartják ekkora vetélytársnak a Gillinghamet, annak ellenére, hogy a 2005/06-os szezonban komoly verekedés alakult ki a két csapat szurkolótábora között a Priestfield Stadionban. Ez volt a két klub első egymás mérkőzése 1987 óta. Miután a Maidstone United második kenti csapatként 1989-ben feljutott a The Football League-be, a Gills riválisává lépett elő és az ellenszenv egyre fokozódott, mielőtt a Maidstone 1992-ben csődbe ment volna.

## A Gillingham a médiában
Fred Emney angol komikus egyik 1956-ban felvett jelenetében komoly szerep jutott a Gillinghamnek. A Gillingham és a Brighton & Hove Albion elleni mérkőzés előtt rögzített filmen az látható, ahogy a túlsúlyos Emney mici sapkát és monoklit viselve, cigarettázva átviszi a labdát a Gills teljes védelmén és gólt szerez. A Sky1 által vetített Dream Team című sorozat egyik, 2004-ben sugárzott epizódjában a kitalált Harchester United 2-0-ra kikapott a Gillinghamtől. A 2005-ös Huligánok (Green Street) című filmben rövid jelenetek láthatóak a csapat egyik West Ham United elleni meccséből, igaz, a filmben ezt úgy állítják be, mintha a WHU a Birmingham City ellen játszana. A 2010-ben megjelent The Shouting Men (kiabáló férfiak) című film Gillingham-szurkolókról szól és néhány jelenetet a Priestfield Stadionban vettek fel hozzá.

## Külső hivatkozások
- Hivatalos honlap
- A csapattal kapcsolatos hírek a BBC-n
- The Shouting Men adatlapja az IMDb-n[halott link]